# Le Nain jaune (conte)
Pour les articles homonymes, voir Le Nain jaune.

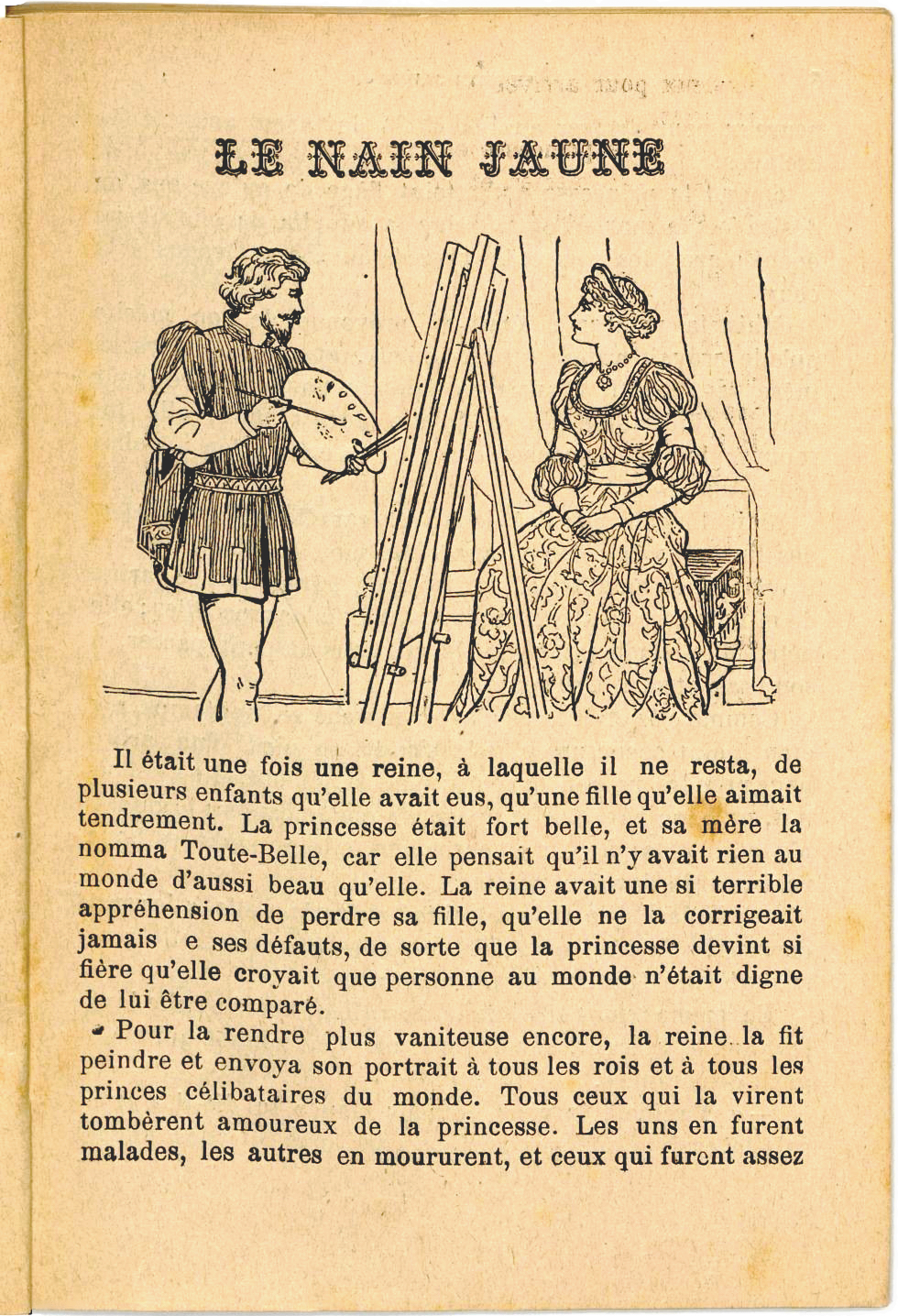
Première page du livre Le Nain jaune

Le Nain jaune est un conte de fées publié en 1698 par Marie-Catherine d'Aulnoy dans le recueil intitulé Contes nouveaux ou Les Fées à la mode.

## Résumé
Une reine a plusieurs enfants mais seule lui reste une fille d'une grande beauté qu'on baptise Toute-Belle. La princesse est si fière de ses charmes qu'elle repousse tous les prétendants qui viennent de tout l'univers pour lui faire leur cour. 
Craignant de la voir rester vieille fille, la reine décide de consulter la fée du désert. Celle-ci est gardée par de terribles lions qui ne peuvent être amadoués que par un gâteau fait de farine de millet, de sucre candi et d'œufs de crocodile. La reine, après avoir confectionné le gâteau, se met en route. Recrue de fatigue, elle s'endort au pied d'un arbre. Lorsqu'elle se réveille, le gâteau a disparu et elle entend les lions se précipiter sur elle. Elle aperçoit alors, perché sur l'arbre, un nain jaune qui mange des oranges et lui offre de la sauver si elle lui promet la main de sa fille. La reine doit y consentir, tombe inconsciente et se retrouve transportée dans son palais. Elle se réveille en se demandant si toute la scène n'a été qu'un rêve et en proie à une mélancolie que rien ne peut dissiper.
La princesse Toute-Belle, inquiète de la tristesse dans laquelle elle voit sa mère, décide elle aussi d'aller consulter la fée du désert. Arrivée devant un oranger couvert de fruits, elle pose à terre la corbeille contenant le gâteau pour cueillir des oranges. Le gâteau disparaît tandis que le Nain jaune apparaît qui lui apprend que sa mère lui a promis sa main et lui fait promettre à son tour de l'épouser pour éviter d'être dévorée par les lions. La princesse est alors transportée dans son palais avec au doigt une bague faite d'un seul cheveu roux qu'il est impossible d'ôter.
Pour échapper au Nain jaune, la princesse décide d'épouser le plus puissant des rois qui l'a demandée en mariage et elle annonce à sa mère qu'elle veut épouser le roi des mines d'or. Les préparatifs du mariage vont bon train. Le jour venu, la fée du désert apparaît sous les traits d'une vieille femme et vient exiger de la reine et de la princesse qu'elles tiennent leurs promesses et que Toute-Belle épouse le Nain jaune. Celui-ci apparaît à sa suite, se bat avec le roi des mines d'or et enlève la princesse avec l'aide de la fée. 
Celle-ci emmène le roi dans une grotte et lui apparaît sous la forme d'une ravissante nymphe. Mais les pieds de griffon qu'elle ne peut changer la trahissent. Elle lui dit qu'il n'aura la vie sauve qu'à la condition d'épouser la fée du désert. Le roi, sachant à qui il a affaire, se garde de lui opposer un refus. La fée décide alors de le transporter dans son palais dans un char tiré par des cygnes.
Alors que le roi se promène le long de la mer, il voit apparaître une sirène qui lui promet son aide. Elle crée un mannequin à la figure du roi qu'ils abandonnent sur la plage et tous deux se rendent au château d'acier où le Nain jaune tient Toute-Belle prisonnière. La sirène donne au roi une épée de diamant avec laquelle il tue quatre sphinx, puis six dragons et enfin vingt-quatre nymphes et trouve Toute-Belle qui, l'ayant vu passer dans les airs en compagnie d'une ravissante nymphe, pense qu'il l'a trahie. Il a fort à faire pour la persuader de sa fidélité et, ce faisant, laisse tomber l'épée magique. Le Nain jaune en profite pour le faire arrêter et exige de la princesse qu'elle l'épouse à l'instant si elle veut que le roi ait la vie sauve. Mais ivre de rage, il tue le roi et la princesse se tue à son tour. Leurs corps deviennent deux palmiers entrelacés.
Ainsi le Nain jaune, par jalousie, n'a pu s'empêcher de tuer son rival au moment où celui-ci était entièrement sous sa puissance et où il allait obtenir la main de Toute-Belle. Il a ainsi perdu l'un et l'autre. Le jaune est traditionnellement la couleur de la jalousie. L'une des morales possibles du conte est que la jalousie ne produit rien de bon.

### Éditions illustrées notoires
- Le Nain jaune, Épinal, Imagerie Pellerin, vers 1860.
- (en) Walter Crane's Toy Books, The Yellow Dwarf, livre jouet, Londres et New York, George Routledge & Sons, 1875.
- (en) Arthur Gaskin, The Yellow Dwarf, Londres, S. Baring Gould, 1894.